# Какараму
Какараму (телугу కకారము; -му — окончание среднего рода) — ка, 14-я буква алфавита телугу, обозначает глухой велярный взрывной согласный. 
Гунинтам: Ка — క కా. Ки — కి కీ. Ку — కు కూ. Ке — కె కే. Кай — కై. Ко — కొ కో. Кау — కౌ.

## Лигатурный вариант
Лигатурный вариант буквы какараму называется ка́ватту — , пример каватту: క్కు — кку.

## В грамматике
- ка — одно из окончаний прилагательных.
- ки, ку — окончание дательного падежа.
- ко — окончание повелительного наклонения глаголов, оканчивыающихся на -кону.